# Paradiso
Paradiso és un municipi al districte de Lugano en el Cantó de Ticino, Suïssa. Es troba a la riba del llac de Lugano i, tot i que administrativament independent de la ciutat de Lugano, està envoltada a tots els altres costats per aquesta ciutat.

## Història
Paradiso es menciona per primera vegada el 1335 com a Calprino. El 1835 va ser anomenat Paradiso com a districte del poble, tot i que no es va convertir en el nom oficial fins al 1929, també per evitar confusions amb el llogarret de Caprino, a l'altre costat del llac.